# Robert Easton (acteur)
Pour les articles homonymes, voir Robert Easton et Easton.
Robert Easton est un acteur et scénariste américain né le 23 novembre 1930 à Milwaukee (Wisconsin) et mort le 16 décembre 2011 à Los Angeles.

## Filmographie

### Comme acteur
Au cinéma
- 1949 : Une balle dans le dos (Undertow) de William Castle : Fisher (parking lot valet)
- 1950 : Midi, gare centrale (Union Station) : Con Victim
- 1951 : Call Me Mister : Tennessee
- 1951 : La Charge victorieuse (The Red Badge of Courage) : Thompson
- 1951 : Jour de terreur (Cause for Alarm!) : Tex
- 1951 : Savage Drums : Tex Channing
- 1951 : Deux nigauds chez les barbus (Comin' Round the Mountain) : Luke McCoy
- 1951 : Havana Rose : Hotel Clerk
- 1951 : Le Rocher du diable (Drums in the Deep South) : Jerry
- 1952 : With a Song in My Heart : Kansas GI
- 1952 : Six filles cherchent un mari (Belles on their Toes) : Franklin Dykes
- 1952 : Dreamboat : Man in TV Hair Commercial
- 1952 : Fearless Fagan : Corporal, Fagan's Guard
- 1952 : La Sarabande des pantins (O. Henry's Full House) : Yokel (The Ransom of Red Chief)
- 1952 : Feudin' Fools : Caleb Smith
- 1953 : Le Monstre des temps perdus (The Beast from 20,000 Fathoms) : Deckhand
- 1953 : Take Me to Town de Douglas Sirk
- 1953 : The Neanderthal Man : Danny, a townsman
- 1953 : Combat Squad : Lewis
- 1954 : Écrit dans le ciel (The High and the Mighty) : Cargo Clerk
- 1954 : Le Raid (The Raid) d'Hugo Fregonese : Rebel Soldier
- 1954 : Au fond de mon cœur (Deep in My Heart) de Stanley Donen : Cumberly
- 1956 : Mobs, Inc. : Joe, hotel clerk
- 1956 : The Kettles in the Ozarks : Lafe
- 1956 : Marqué par la haine (Somebody Up There Likes Me) : Cpl. Quinbury
- 1956 : Le Bataillon dans la nuit (Hold Back the Night) : Ackerman, un soldat
- 1956 : La VRP de choc (The First Traveling Saleslady) d'Arthur Lubin : Jeune Cowboy
- 1958 : When Hell Broke Loose : Jonesie
- 1961 : Le Sous-marin de l'apocalypse (Voyage to the Bottom of the Sea) de Irwin Allen : Sparks
- 1962 : The Nun and the Sergeant (en) de Franklin Adreon : Nupert
- 1962 : L'Homme qui aimait la guerre : Sgt. Handown
- 1963 : Les Filles de l'air (Come Fly with Me) de Henry Levin : navigateur
- 1965 : Le Cher Disparu (The Loved One) : Dusty Acres
- 1969 : La Kermesse de l'Ouest (Paint Your Wagon) : Atwell
- 1971 : The Touch of Satan : Mr. Keitel
- 1971 : Johnny s'en va-t-en guerre (Johnny Got His Gun) : Third Doctor
- 1972 : Squares : Frank Warren
- 1973 : Heavy Traffic
- 1975 : The Giant Spider Invasion : Dan Kester
- 1975 : Timber Tramps
- 1975 : Mr. Sycamore : Fred Staines
- 1977 : Peter et Elliott le dragon (Pete's Dragon) de Don Chaffey : Store Proprietor
- 1979 : When You Comin' Back, Red Ryder? : Customs Man
- 1981 : Invaders from the Deep (voix)
- 1985 : Invitation to the Wedding
- 1986 : Taï-Pan
- 1988 : Working Girl : Armbrister
- 1989 : Georg Elser – Einer aus Deutschland : Hecht
- 1991 : Star Trek 6 : Terre inconnue (Star Trek VI: The Undiscovered Country) : Klingon judge
- 1992 : Little Sister : M.C.
- 1992 : Simetierre 2 (Pet Sematary II) : Priest
- 1993 : Le Bazaar de l'épouvante (Needful Things) : Lester Pratt
- 1993 : Les Allumés de Beverly Hills (The Beverly Hillbillies) : Mayor Amos Jasper
- 1995 : Storybook : Hoot (voix)
- 1998 : Primary Colors : Dr. Beauregard
- 1998 : Merchants of Venus : Oleg
- 2000 : Just One Night : Drunk Cab Driver
- 2003 : Gods and Generals : John Janney
- 2003 : Red Roses and Petrol : Old Geezer
- 2004 : Lost : Minister
- 2006 : Azusa Street: The Movie (vidéo) : Narrator
- 2006 : Spiritual Warriors : Roger

À la télévision
- 1961 : Au nom de la loi  : saison 3 épisode 15 (Baa-Baa) : Jeff
- 1964 : Stingray (série) : Lt. George Lee 'Phones' Sheridan / X20 (voix)
- 1970 : The Andersonville Trial (en) : Court reporter
- 1972 : A Very Missing Person : Onofre
- 1973 : Jarrett : Toby
- 1976 : Almos' a Man : Shopkeeper
- 1977 : Le Dernier des Mohicans (Last of the Mohicans) : David Gamut
- 1977 : Incredible Rocky Mountain Race
- 1978 : Colorado (Centennial) (feuilleton) : Major George Sibley (chapter 2)
- 1979 : Charleston : Reverend Allen
- 1981 : The Oklahoma City Dolls : Sheriff Mike Sorenson
- 1981 : Jacqueline Bouvier Kennedy (en) : David Finley
- 1987 : Long Gone : Cletis Ramey

### Comme scénariste
- 1975 : The Giant Spider Invasion